# Biserica de lemn din Slivilești

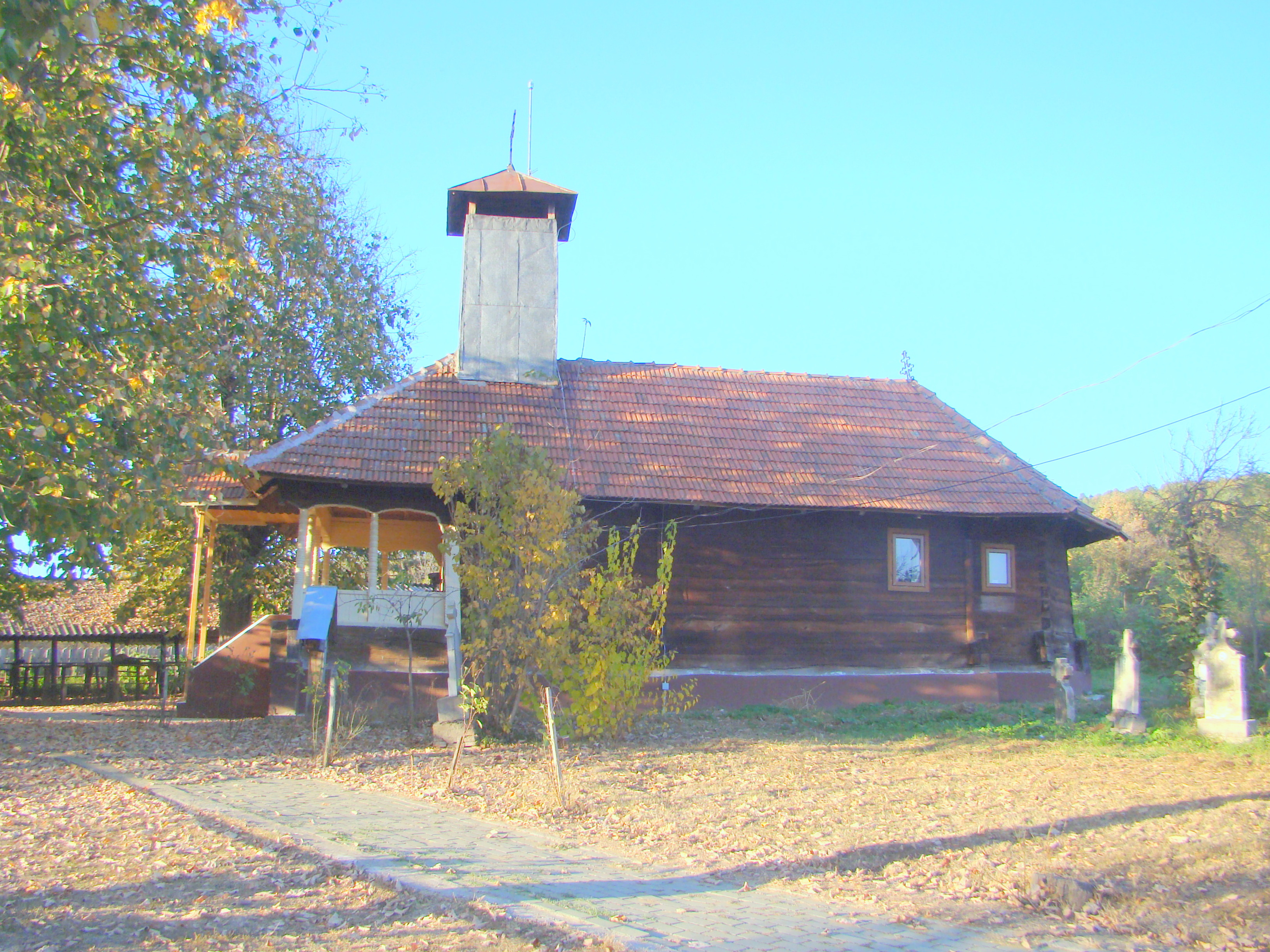
Biserica de lemn din Slivilești, comuna Slivilești, județul Gorj, foto: octombrie 2018.

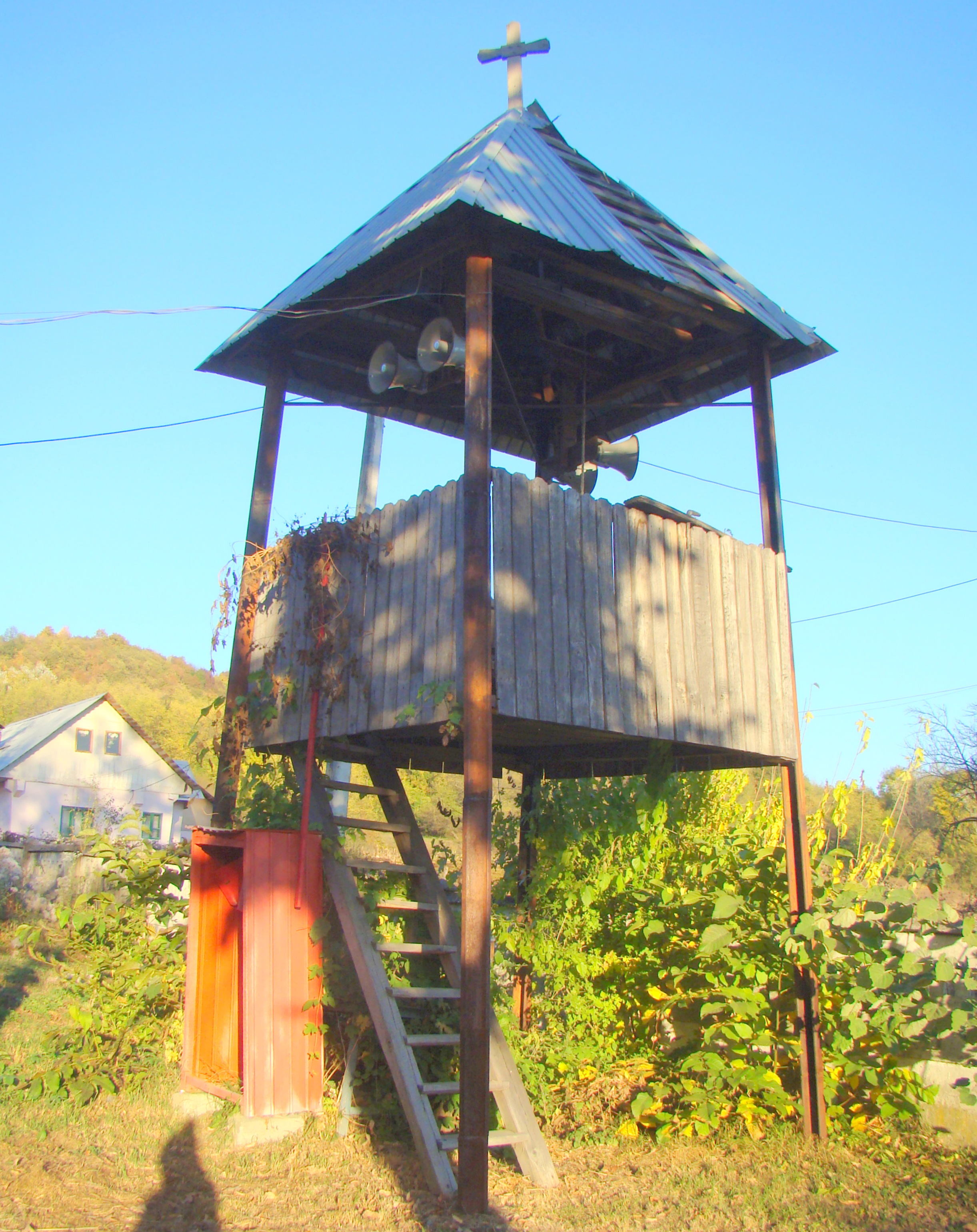
Clopotnița exterioară

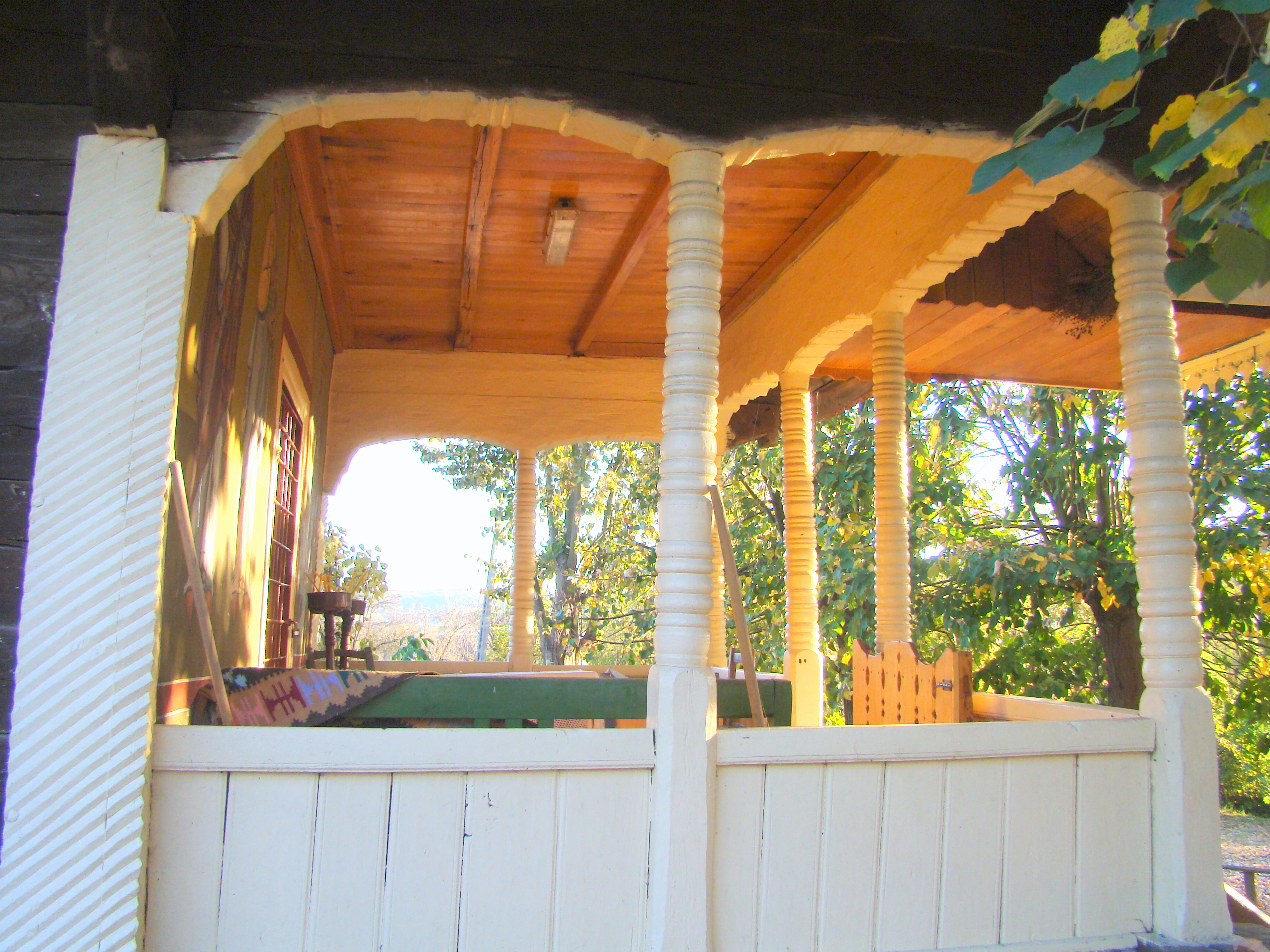
Prispa

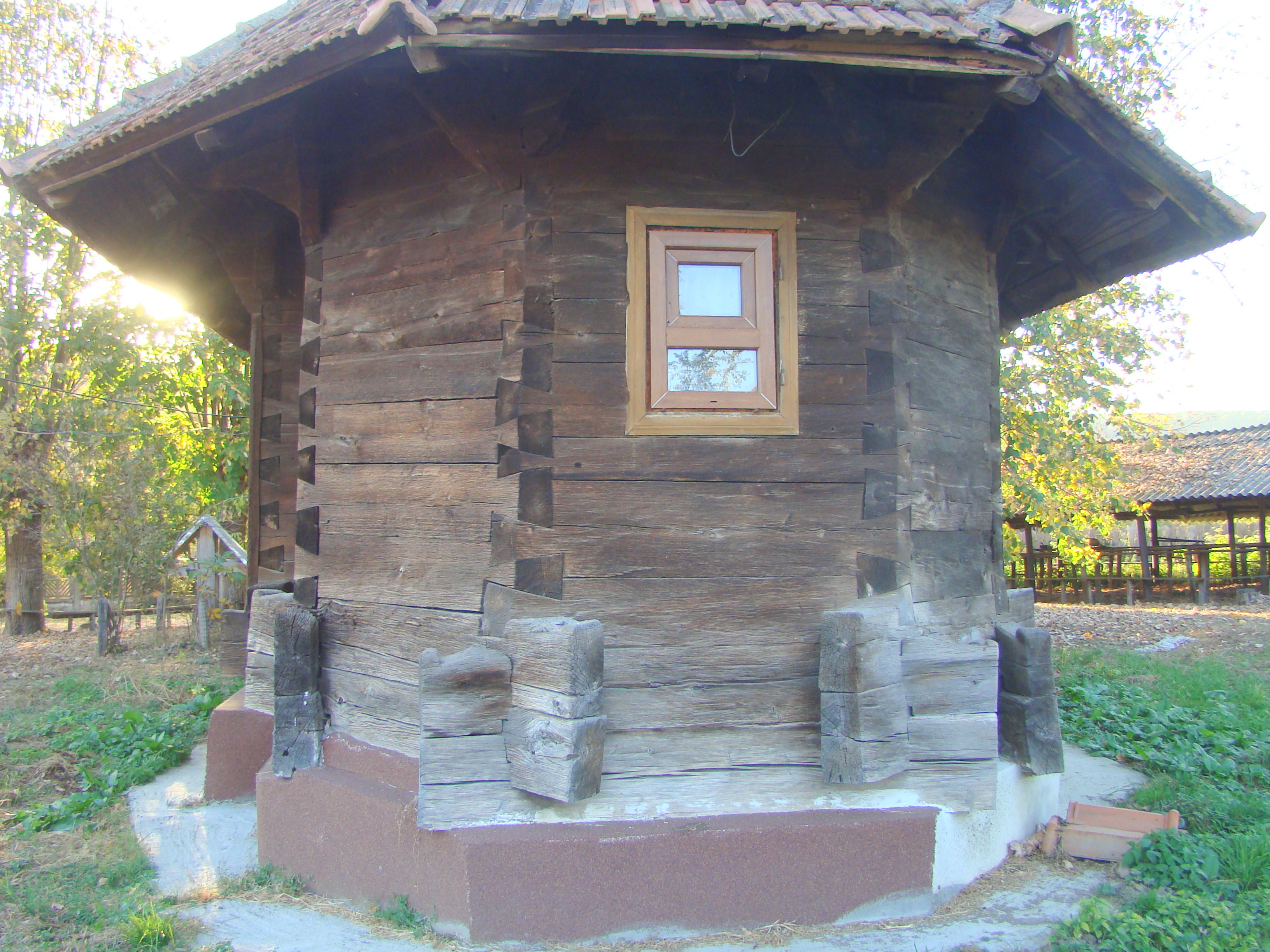
Absida altarului

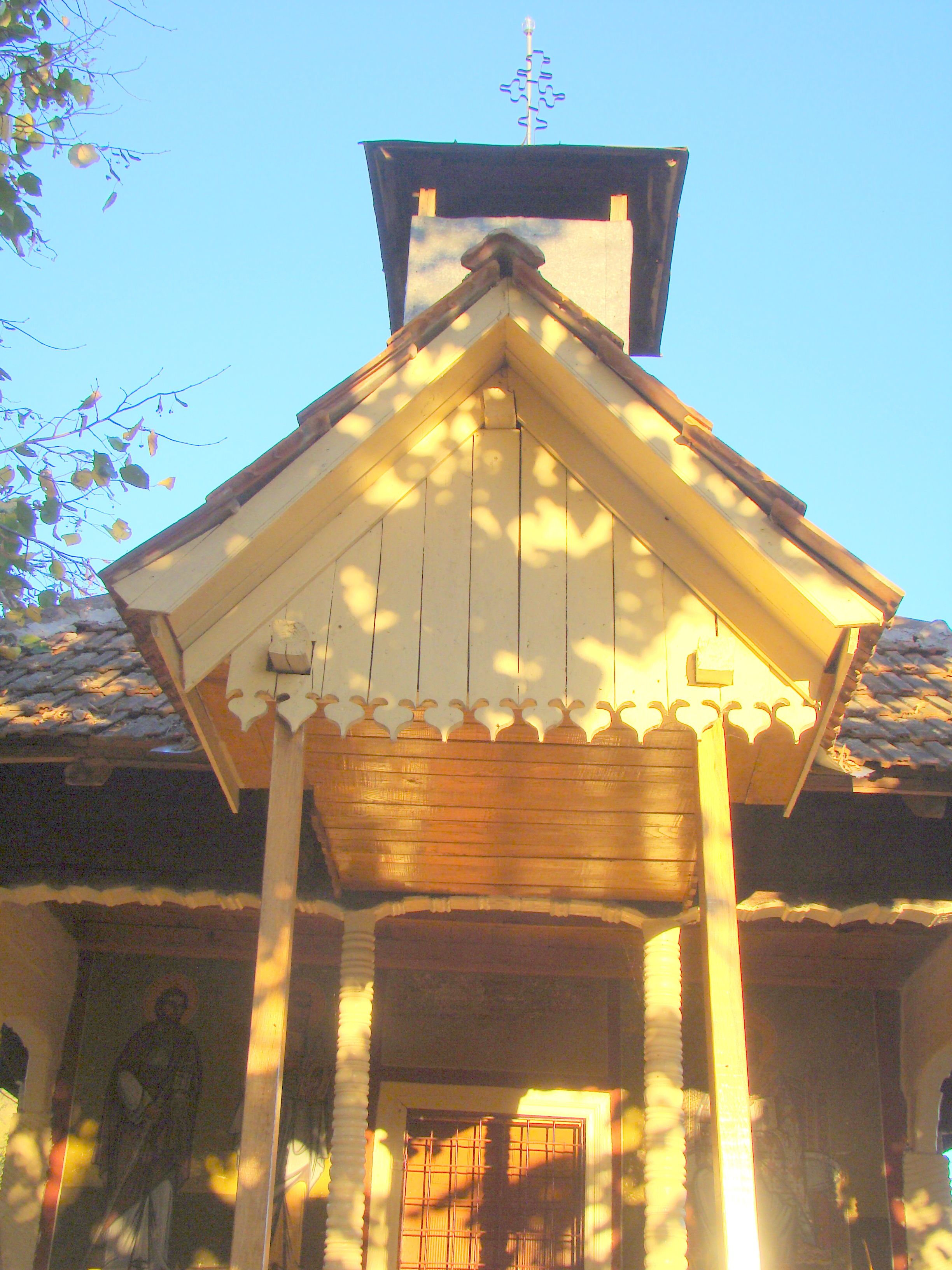
Turnul-clopotniță peste prispă

Biserica de lemn din Slivilești, comuna Slivilești, județul Gorj, datează din anul 1880. Are hramul „Sfântul Ierarh Nicolae”. Biserica se află pe noua listă a monumentelor istorice sub codul LMI:  GJ-II-m-B-09378.

## Istoric și trăsături
Biserica megieșilor din Slivilești a cedat locul celei actuale, construită din temelie, tot din lemn, în anul 1880.
Biserica, monumentală prin dimensiuni, are un plan dreptunghiular, cu absida decroșată, poligonală, cu cinci laturi.
Se remarcă prin măiestria lucrului în lemn: îmbinările iscusite în coadă de rândunică, consolele în formă de cap de cal, cioplite și ornate, stenapii, cornișele, cosoroabele cu crestături.
În anul 1955 a fost tencuită și pictată.
După o veche tradiție, la această biserică se desfășoară o impresionantă nedeie, de ziua sfinților apostoli Petru și Pavel, la care iau parte toți sătenii.

## Imagini din exterior

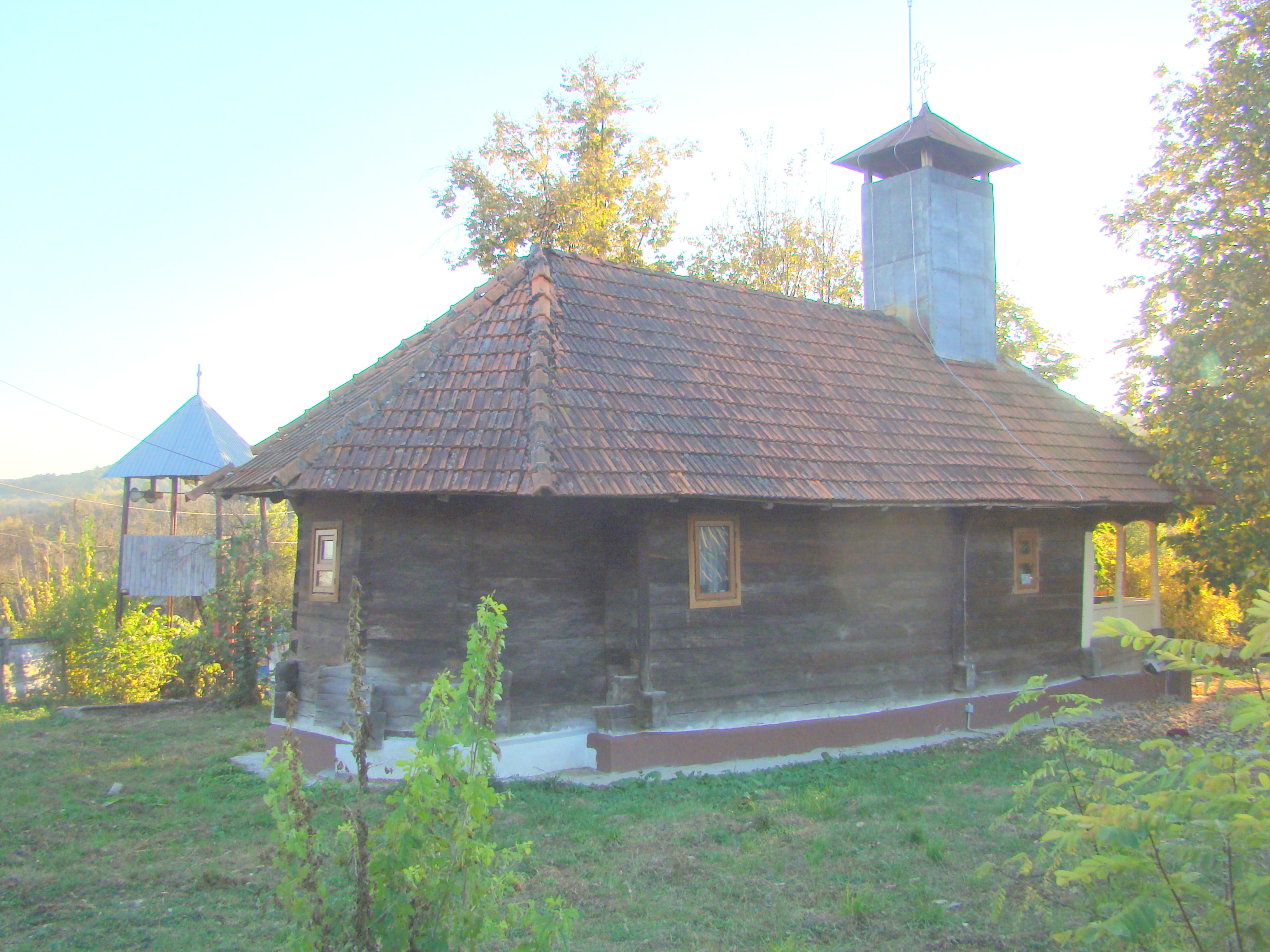
Biserica (sud-est)
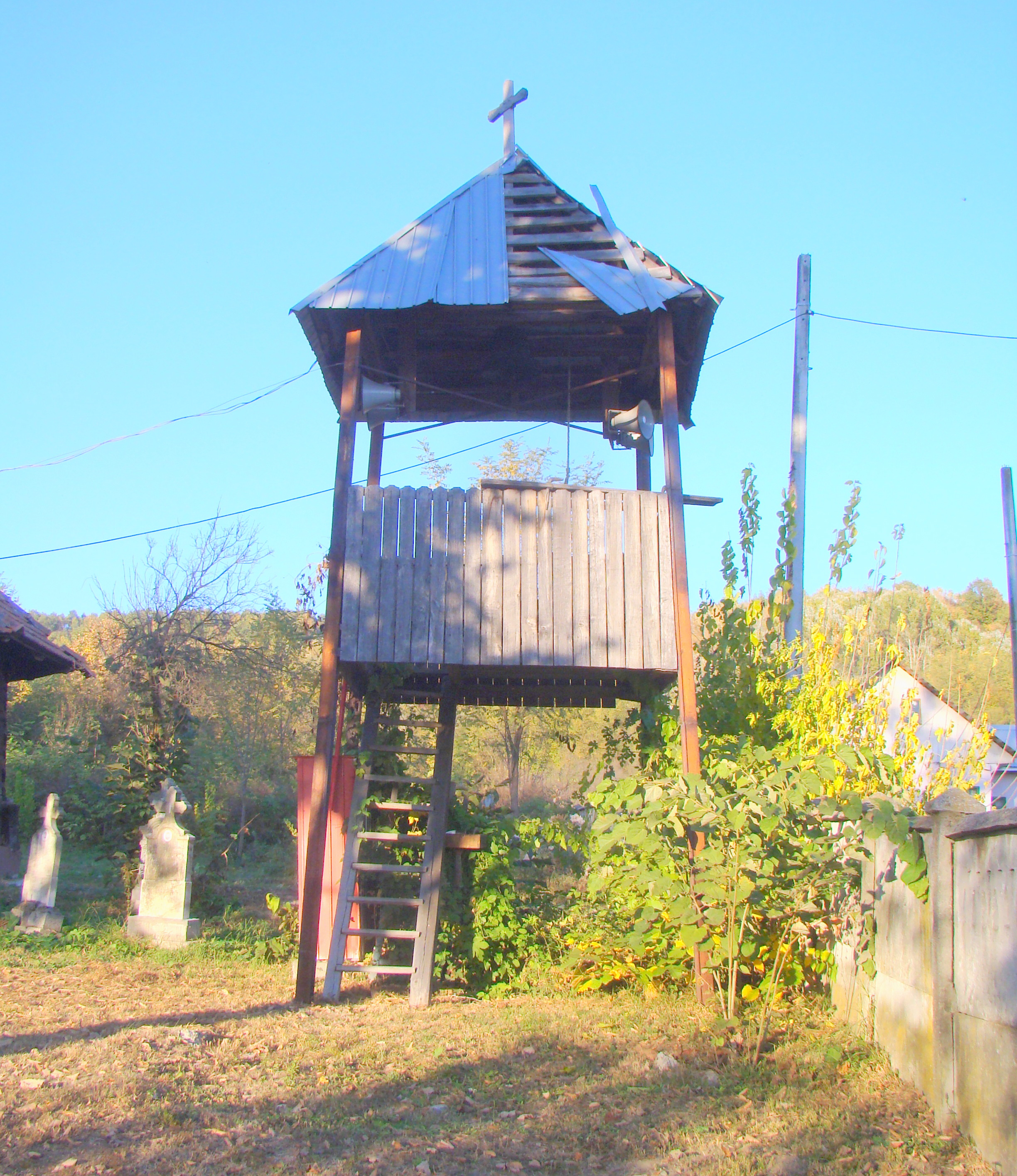
Clopotnița
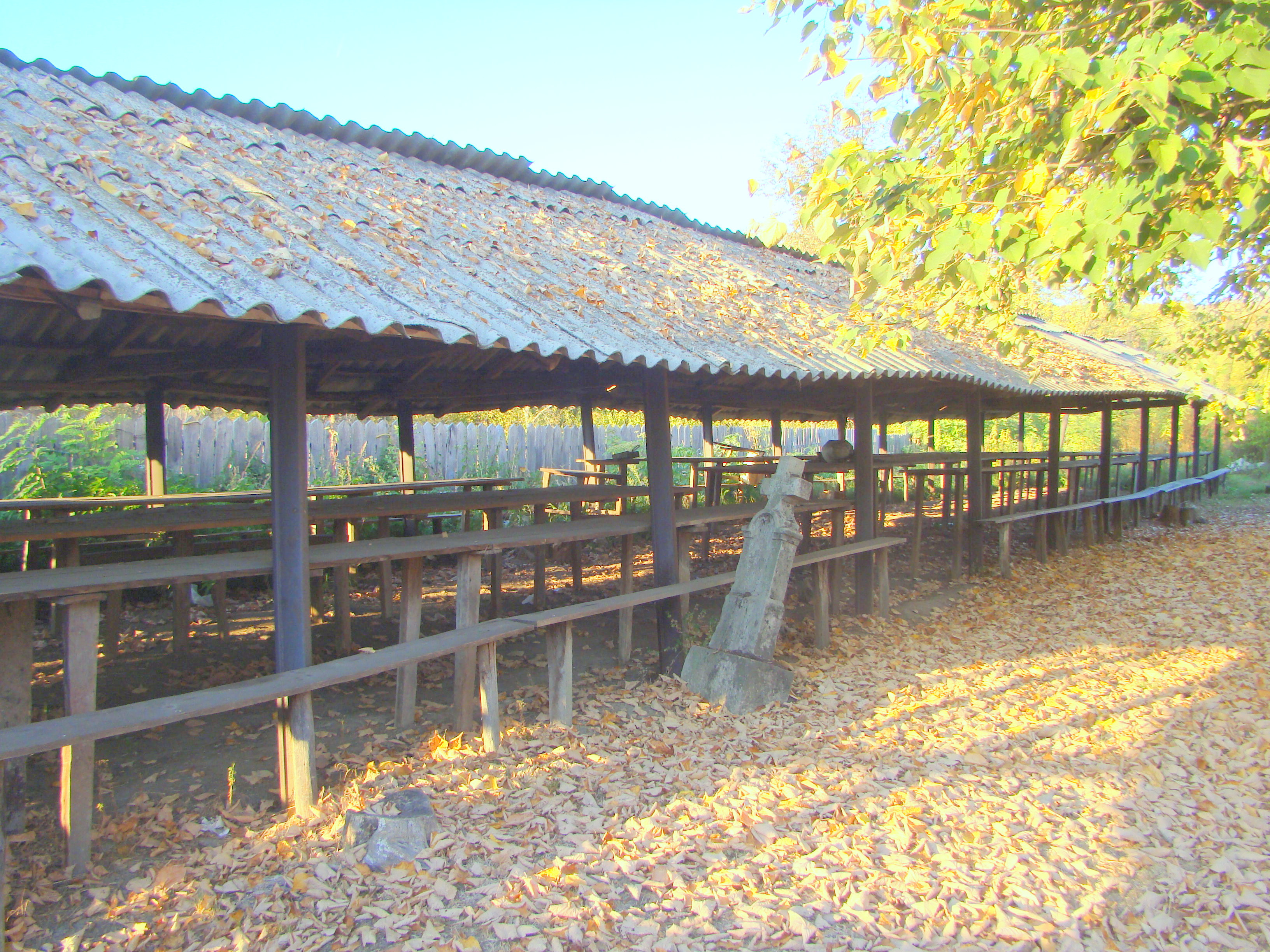
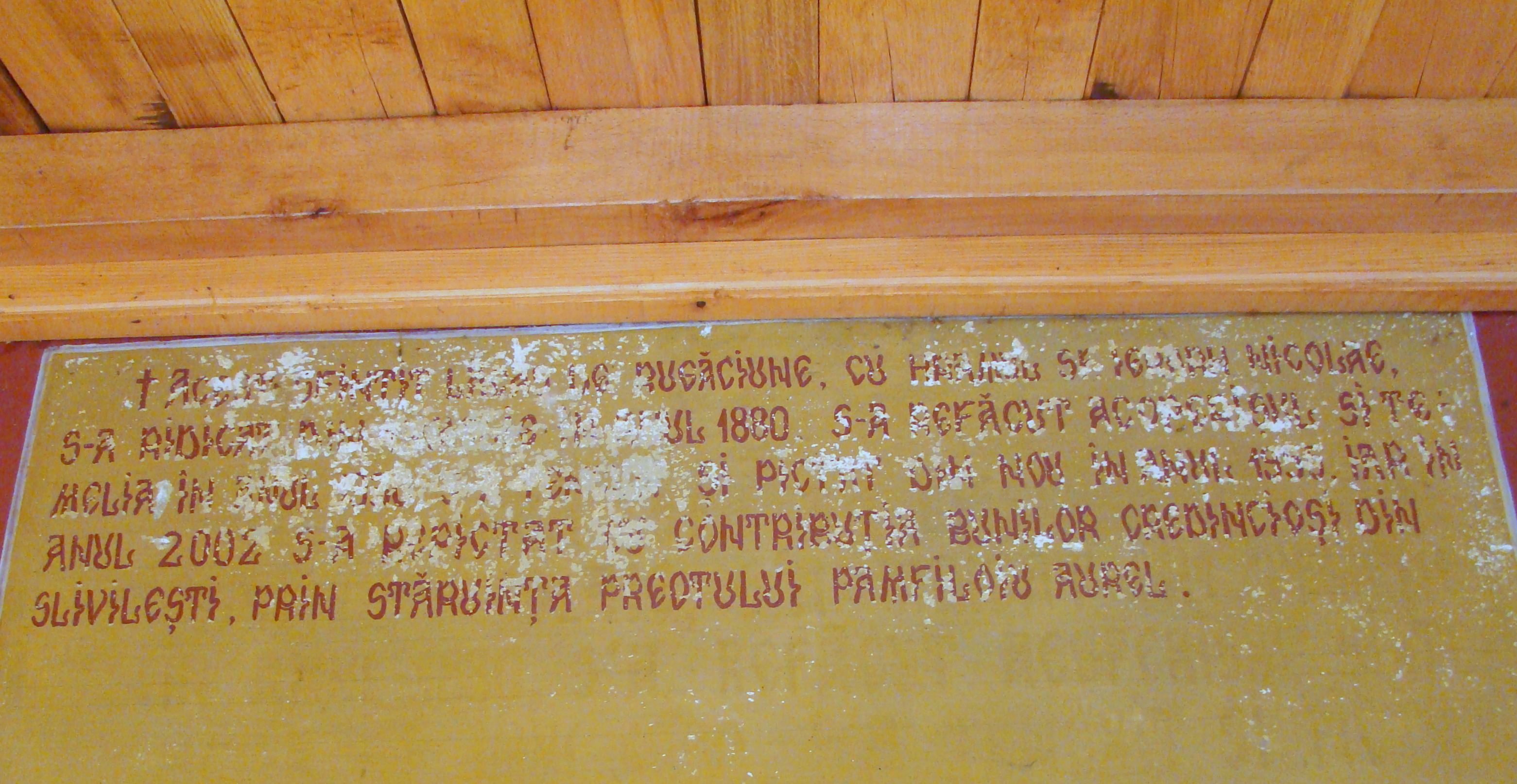
Pisania
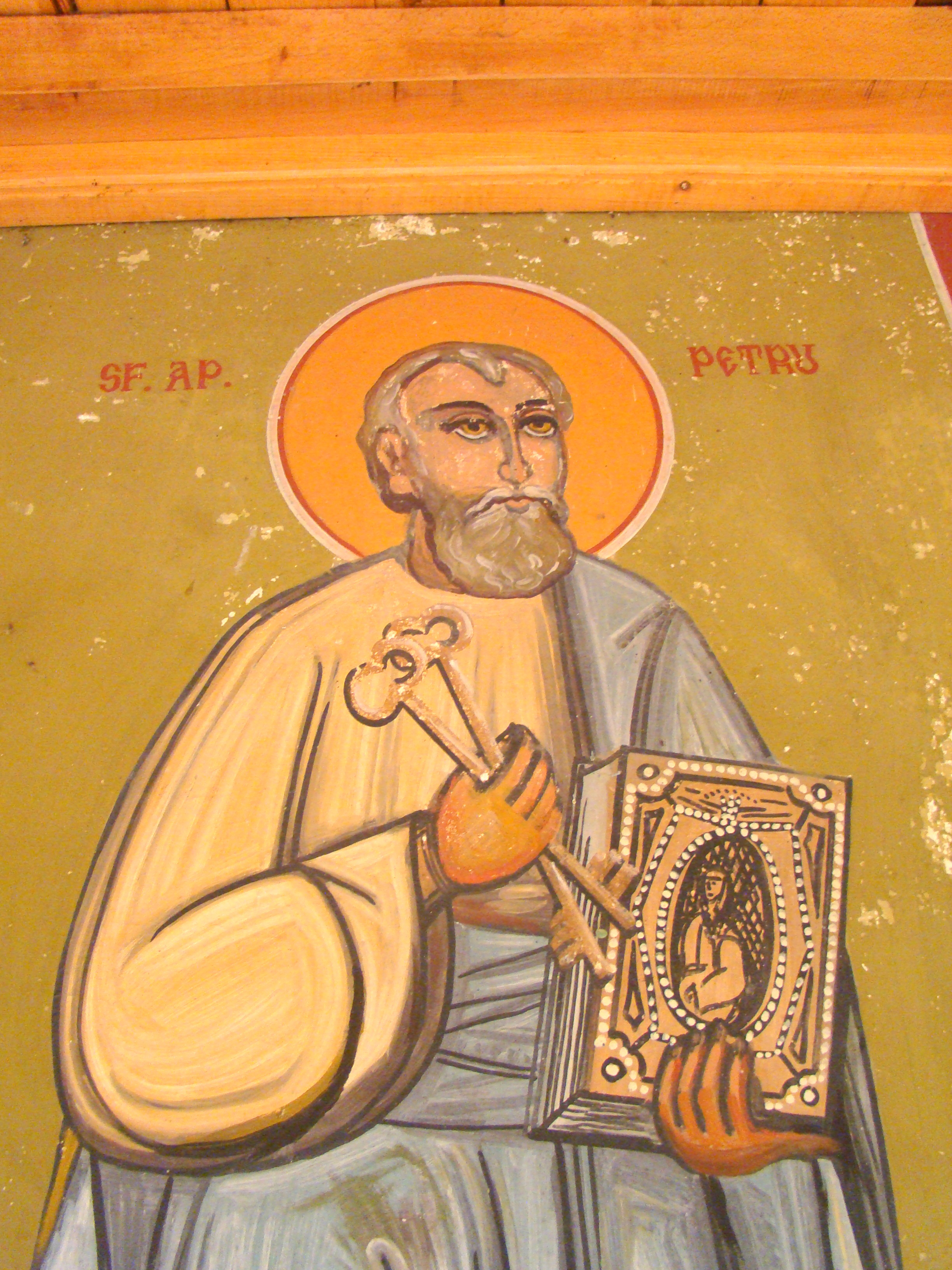
Apostolul Petru
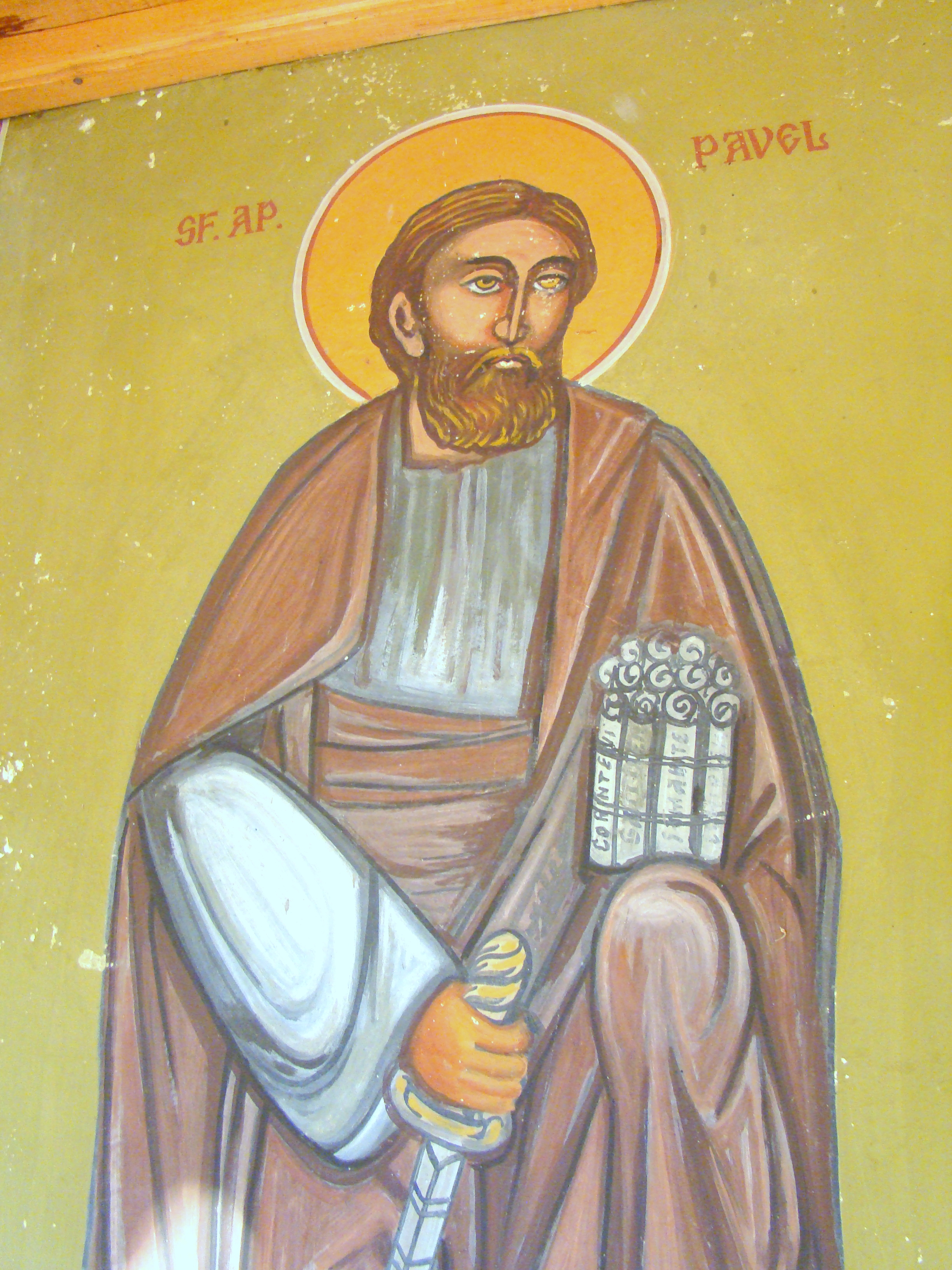
Apostolul Pavel
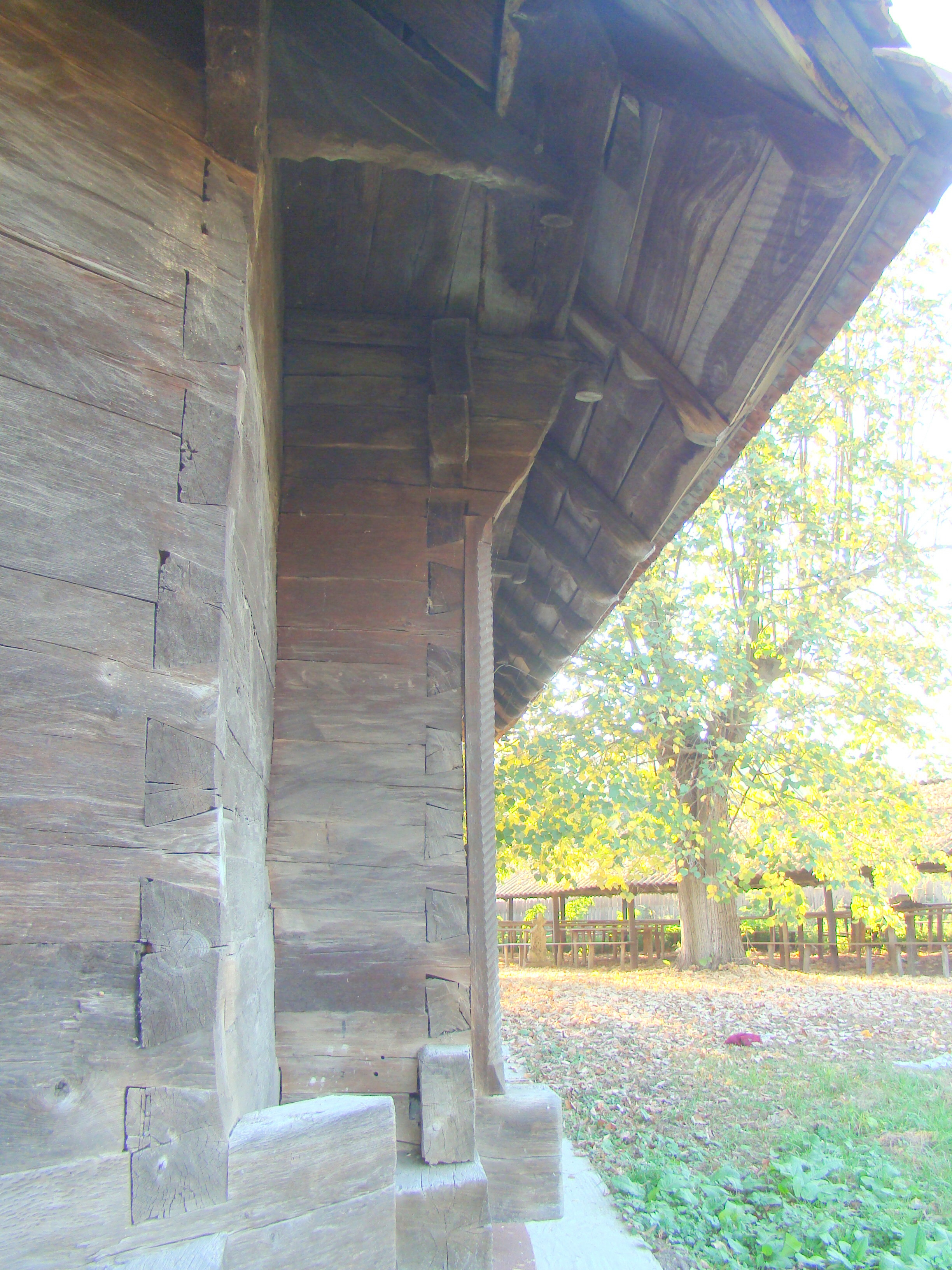
Decroșul altarului
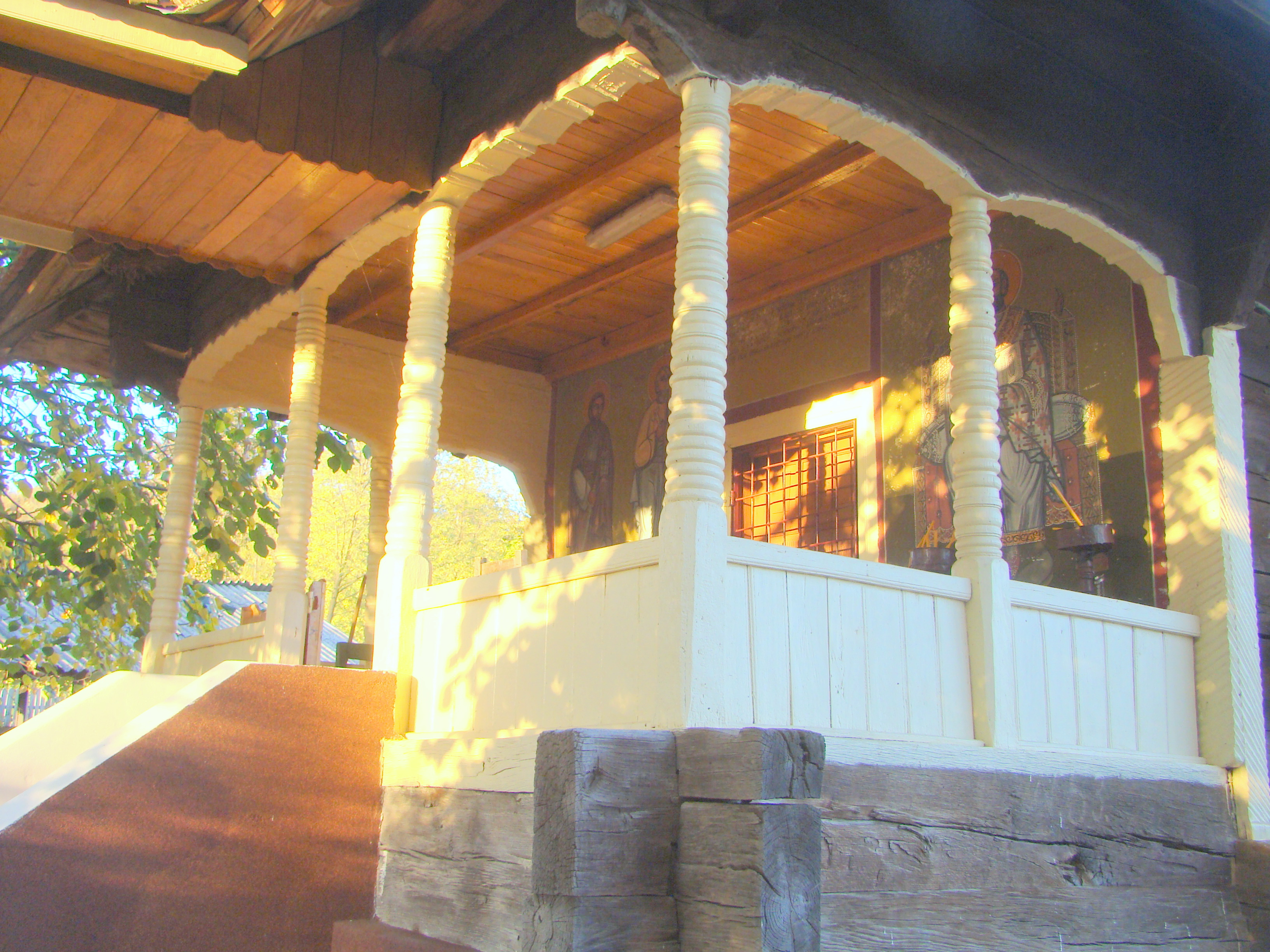
Prispa
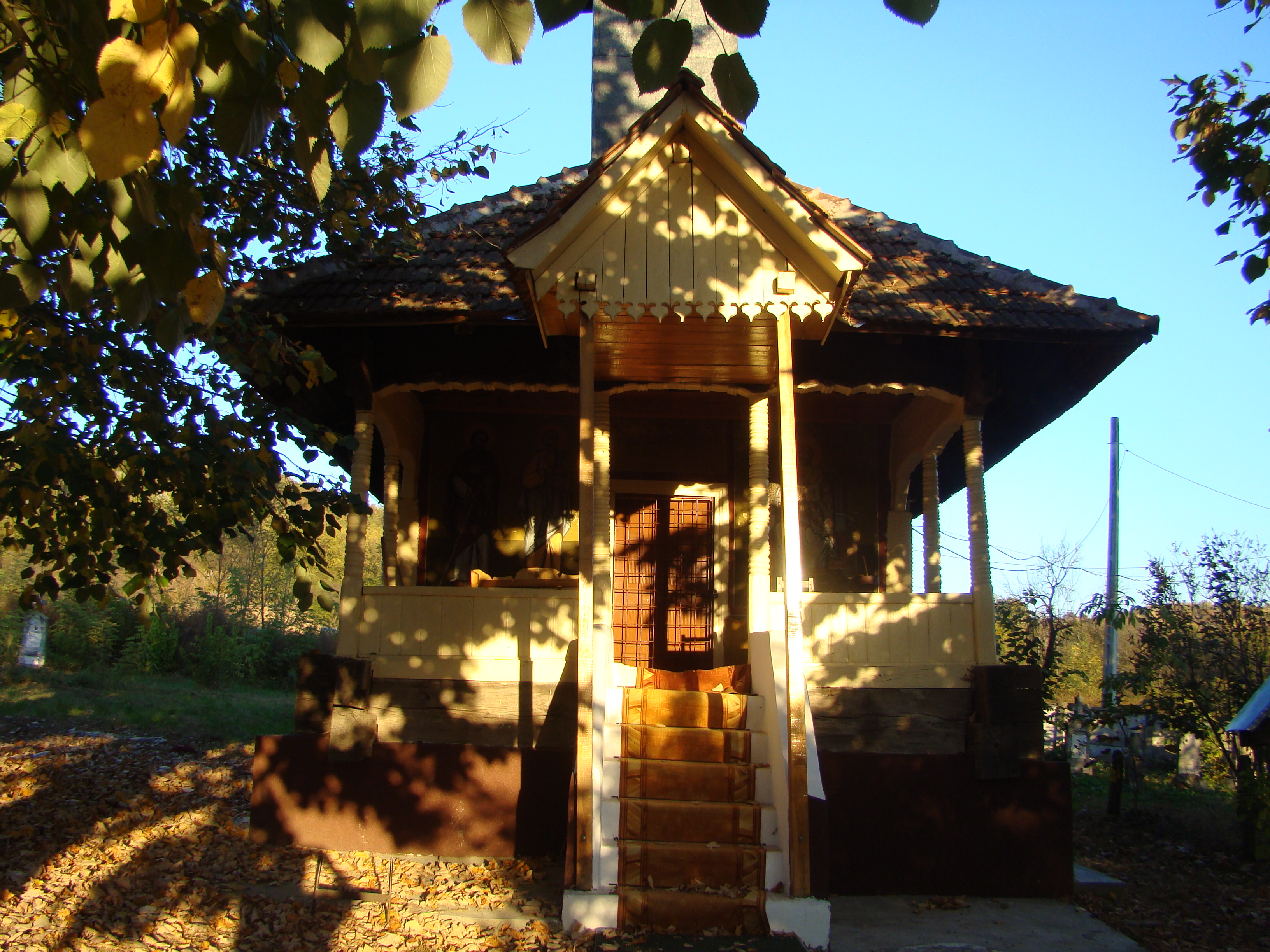
Prispa
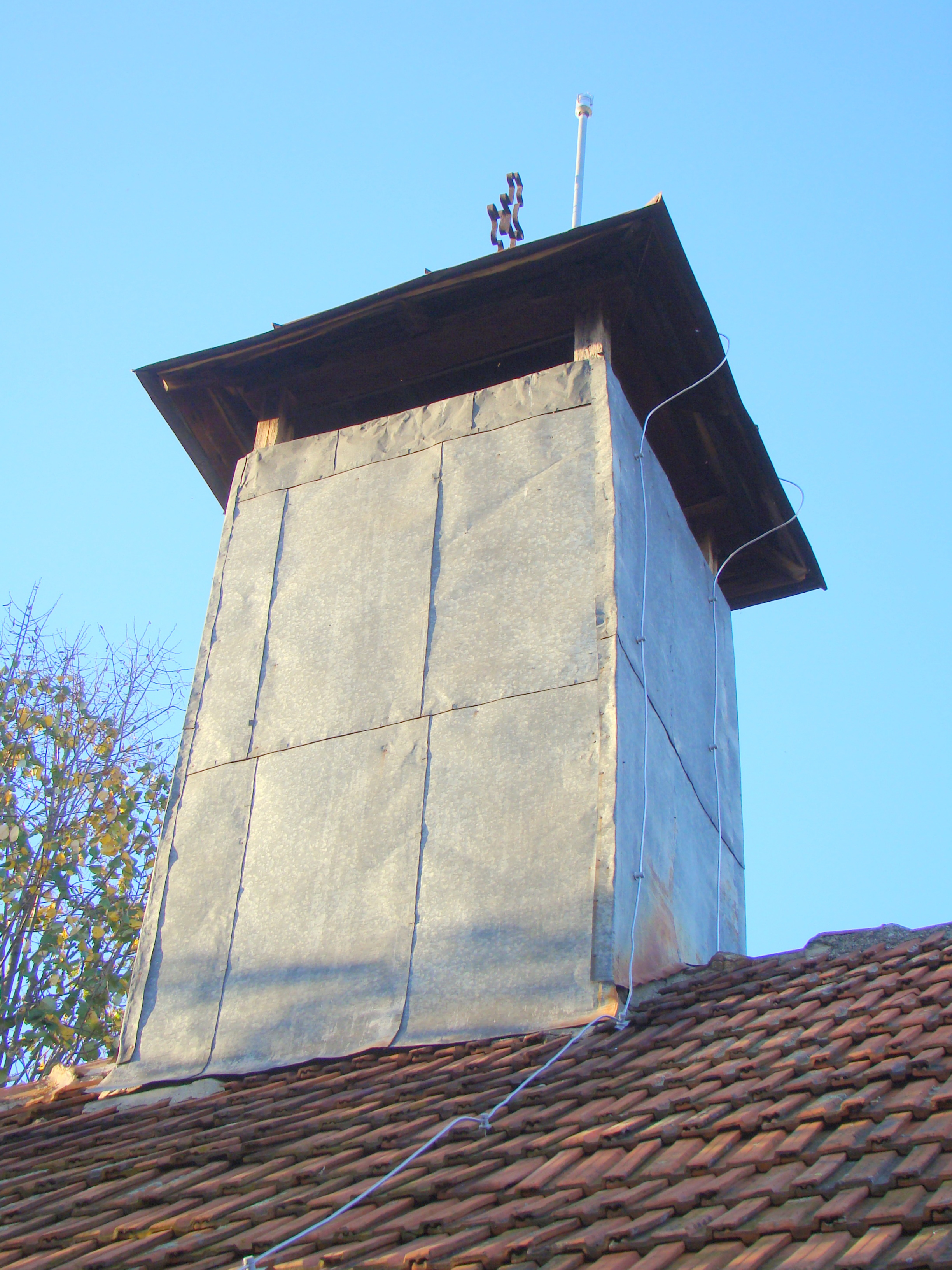
Turnul
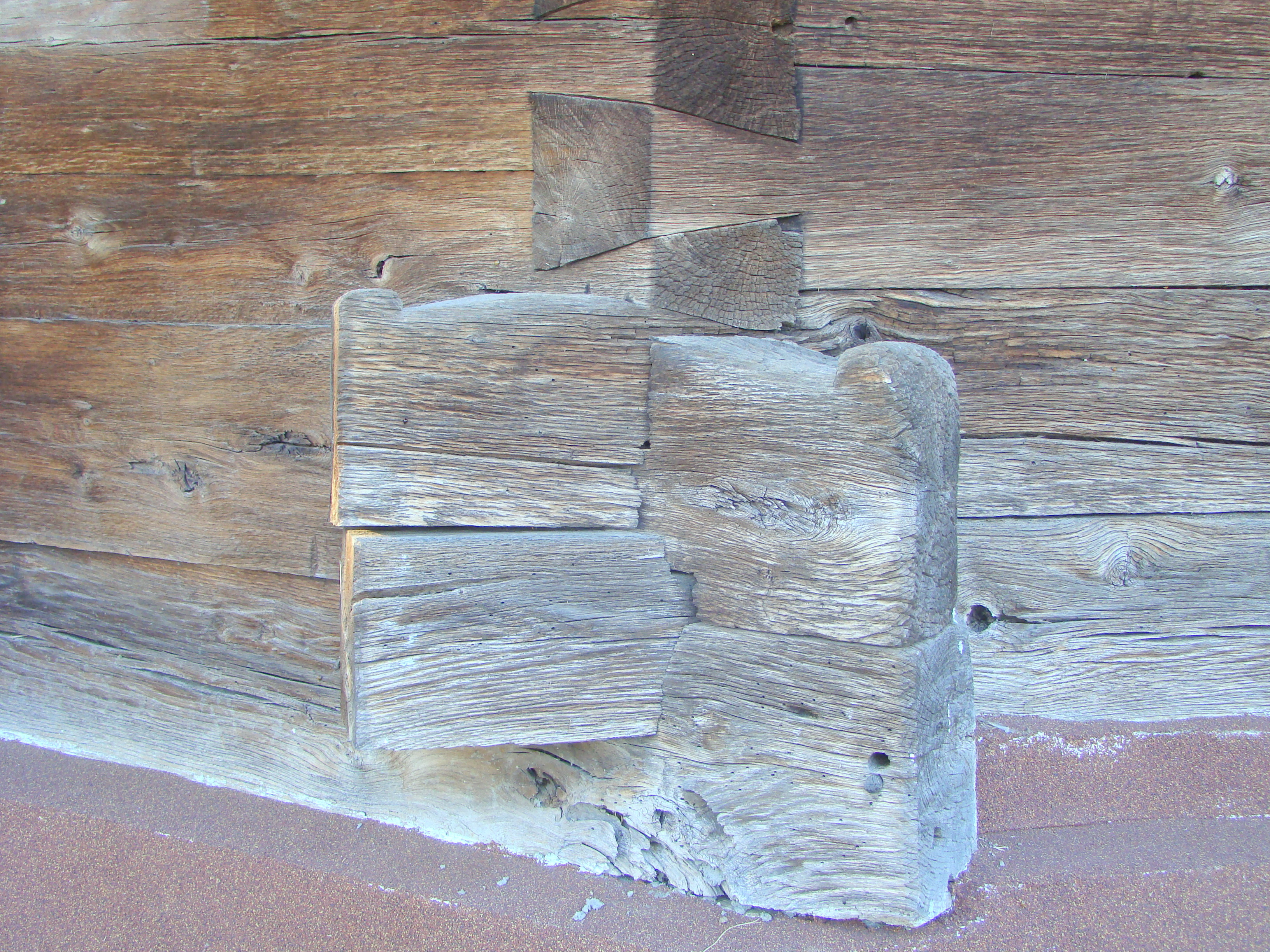
Îmbinări
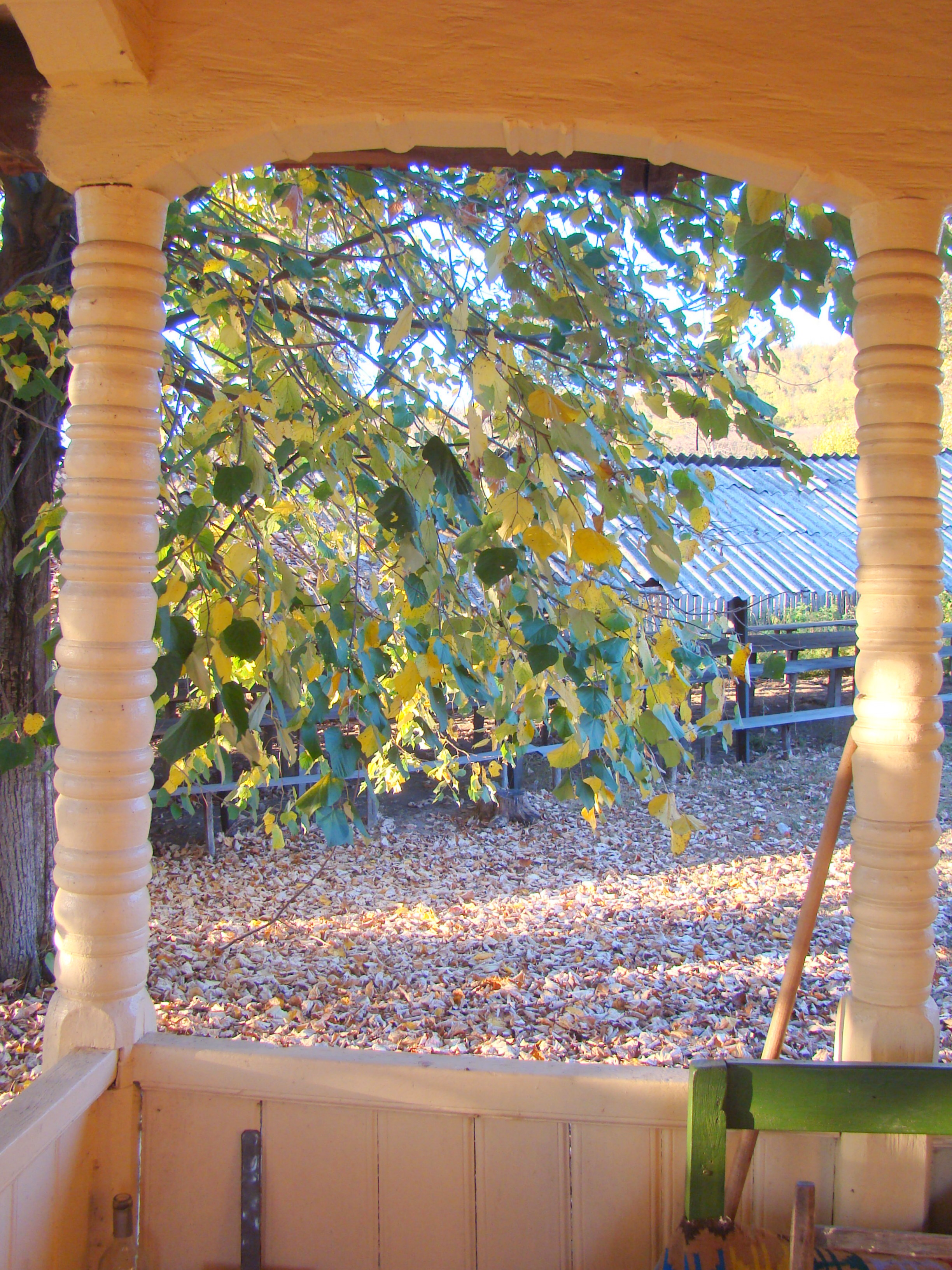
Prispa (detaliu)
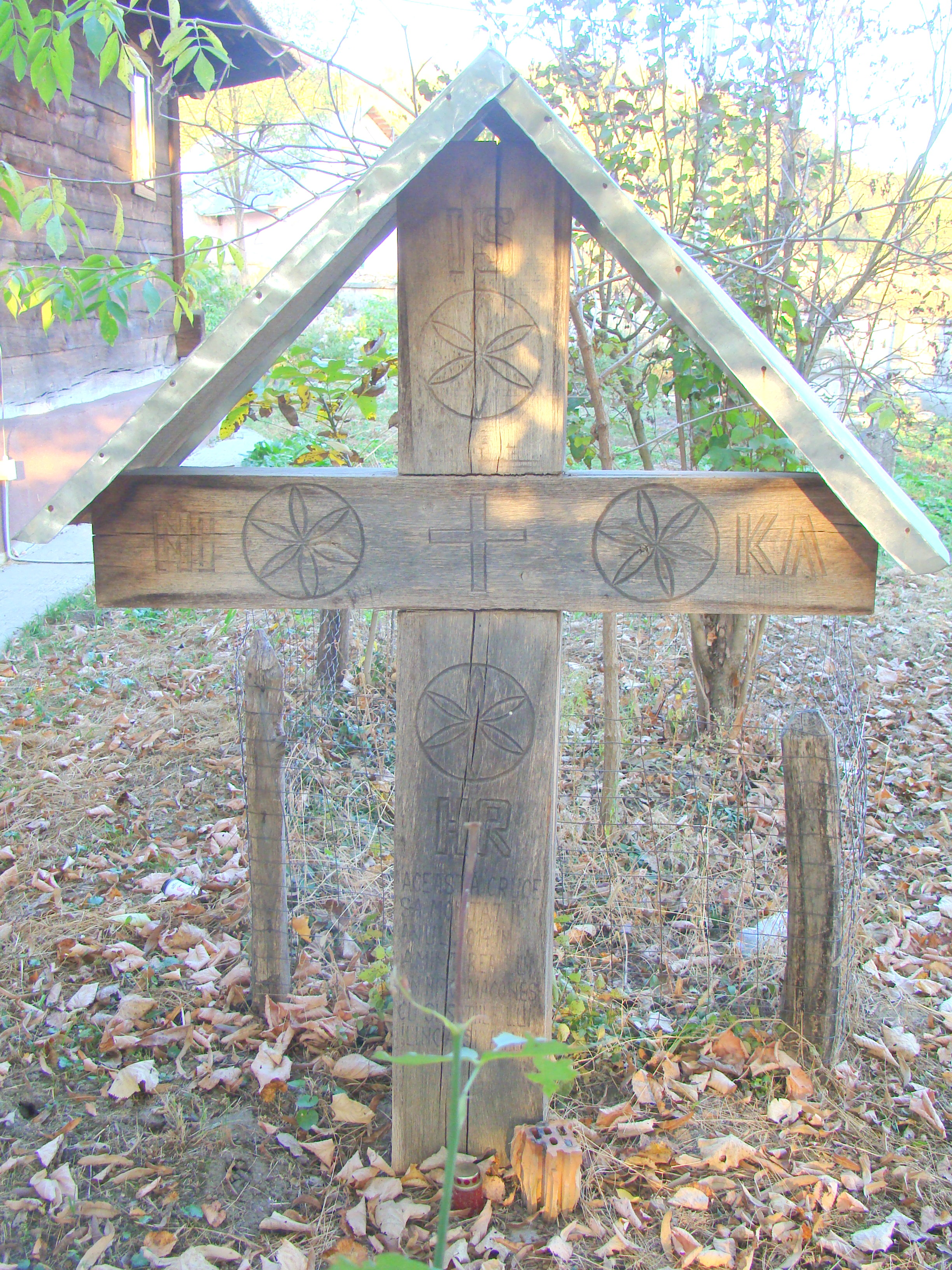
Cruce de lemn
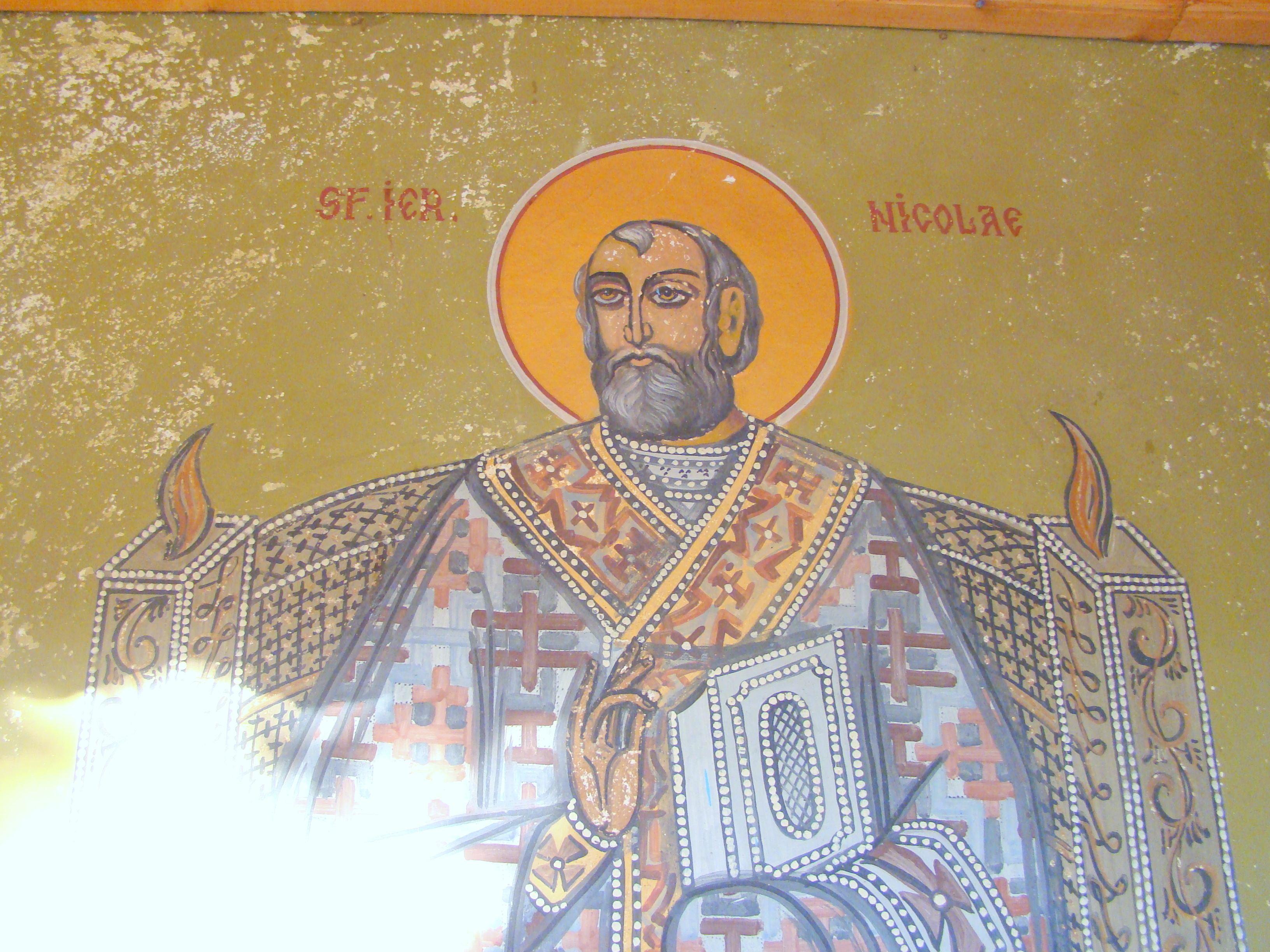
Sfântul Ierarh Nicolae
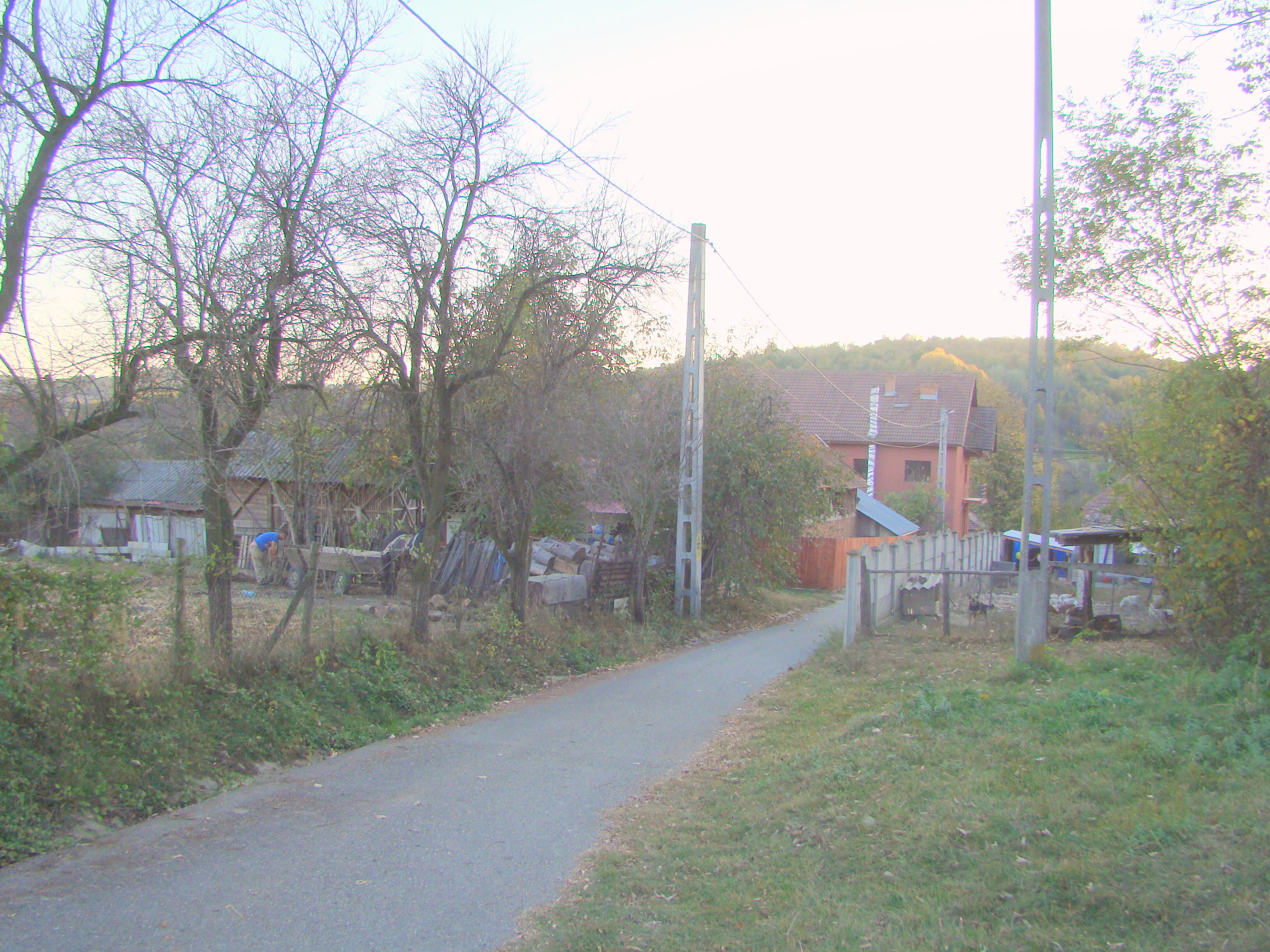
Drumul spre biserică şi împrejurimile